# Prizrenac

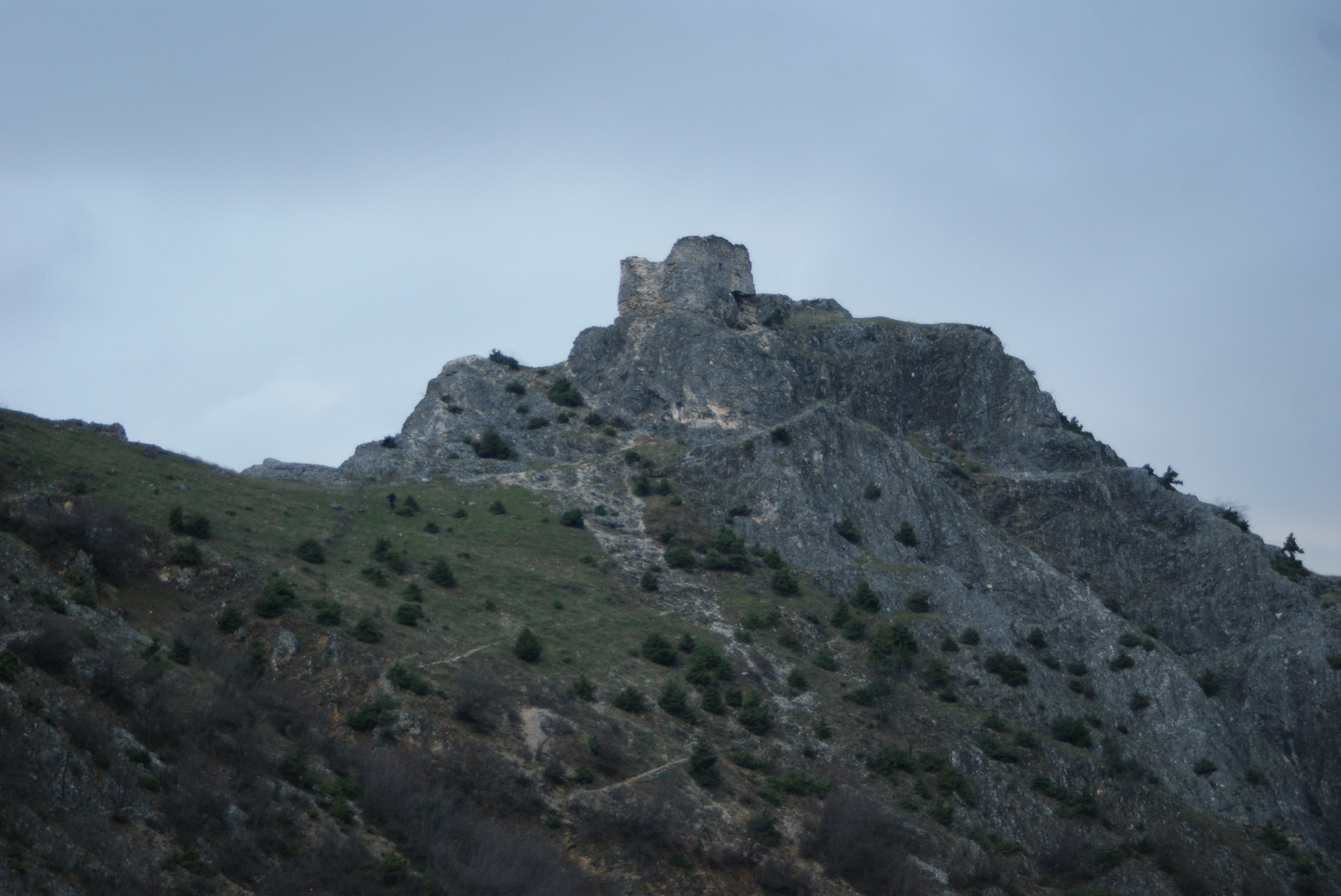
Pohled na zříceninu Horního hradu.

Prizrenac (v srbské cyrilici Призренац) je zřícenina hradu, která se nachází 3 km jihozápadně od města Prizrenu na jihu Kosova, v soutěsce řeky Prizrenska Bistrica. Hrad je pozůstatkem přítomnosti středověkého srbského státu za vlády Štěpána Dušana. Byl zbudován v polovině 14. století na místě, kde se nacházela již v 10. století malá osada.
Pevnost, kde měl být pohřben srbský car Štěpán Dušan, byla po obsazení Osmanskou říší po její expanzi na Balkán vypleněna. Z rozbořených zdí byla na začátku 17. století vybudována Sinan-pašova mešita v Prizrenu.
Zříceninu tvoří tzv. Horní hrad, který byl zbudován v půdorysu pětiúhelníků. Nachází se na vrcholu soutěsky v nadmořské výšce 680 m n. m. a Dolní město, které se rozkládá u řeky Bistrici ve výšce 525 m n. m. Obě části zříceniny jsou spojeny hradbami. V dolním hradu se nachází klášterní komplex svatých archandělů s dvěma kostely.